# Глигорије Трлајић
Григорије, или чешће Глигорије Трлајић (Мол, 25. јануар 1766 — Харков, 28. септембра 1811) био је српски књижевник, филозоф и правник. Сматра се првим српским професором права.

## Биографија
Григорије Трлајић рођен је у Молу, у Бачкој, 25. јануара 1766, у сиромашној породици. Школовао се у Молу, Сегедину и Будиму, где је завршио гимназију и кренуо на универзитет који је завршио у Бечу, дипломиравши филозофију и права. Био је, до Цареве смрти, питомац Јосифа II, a доцније секретар руског посланика у Бечу, где је био у истој служби и писац „Идеје“. По потреби је путовао у Русију, а по повратку је био у служби директор српске бечке штампарије власника Стевана Новаковића, када је и штампао своје преведене романе. Године 1796. отишао је у Русију где је био лепо примљен. Живео је у Москви и Петрограду где је радио на универзитетима прво као професор опште историје и статистике, а од 1806. као професор енциклопедије права. 1811. године пребачен је у Харков, где је такође вршио професорску дужност, али је већ 28. септембра исте године преминуо.
Иако је цео свој академски живот провео у Аустрији и Русији, Трлајић остао је привржен Србији, и у пар наврата је посећивао свој завичај.

## Књижевни рад
Трлајић је своје књиге првенствено штампао руско-словенским језиком, иако је говорио чистим српским језиком. Нека од његових дела штампана су и на руском језику, а једно краће дело изашло је и на француском. За разлику од својих просветитељских савременика попут Доситеја Обрадовића, преферирао је руско-словенски и руски због тада развијеније техничке терминологије тих језика. По речима Јована Скерлића, Трлајић је руско-словенским "владао боље но ико од Срба, и ишао тако далеко да је поједине саставе своје писао сувременим руским књижевним језиком."

### Ауторска дела
Трлајић је написао неколико књига, од којих су неке штампане, док су друге остале у рукопису. Углавном се бавио грађанским правом и историјом, али и ширим књижевним радом. Једно од његових предавања из предмета енциклопедије права, одржано 1806. године, објављено је у Летопису Матице српске под називом Краткое обозренце положительних прав и их происхождения. Међу истакнутим ауторским делима јесу:
- 3абавлéнïе éдиногω лѣтнагω утра или удивленïе естественнымъ красотамъ, Беч 1793.
- Краткое руководство къ систематическому познанiю гражданскаго честнаго права Poccіи, Санкт Петербург 1810.

### Преводи:
- , Беч 1793, и
- , штампање почето у Бечу 1795, завршено у Будиму 1801.

Прво дело је преведено с немачког, од писца Лудвик Хајнрик Николај, немачког песника Виландове школе. Књига се бави проблематиком из римског периода а занимљиво је што су и немачки оригинал и Трлајићев превод изишли исте године у Бечу. Друго је дело Трлајић превео, или како сам каже „преоблекао“, с руског језика, на коме га је плодни руски писац Михаило Матјевич Херасков написао под утицајем француских писаца историјских романа. Роман је, нарочито за оно доба био занимљив јер је писац, дајући слику римског друштва, имао на уму реформаторске идеје Петра Великога и просветне тежње Катарине II.